# Municipio de Three Creeks
El municipio de Three Creeks (en inglés: Three Creeks Township) es un municipio ubicado en el condado de Boone en el estado estadounidense de Misuri. En el año 2010 tenía una población de 5133 habitantes y una densidad poblacional de 21,16 personas por km².

## Geografía
El municipio de Three Creeks se encuentra ubicado en las coordenadas 38°49′4″N 92°15′42″O / 38.81778, -92.26167. Según la Oficina del Censo de los Estados Unidos, el municipio tiene una superficie total de 242.54 km², de la cual 240.46 km² corresponden a tierra firme y (0.86%) 2.08 km² es agua.

## Demografía
Según el censo de 2010, había 5133 personas residiendo en el municipio de Three Creeks. La densidad de población era de 21,16 hab./km². De los 5133 habitantes, el municipio de Three Creeks estaba compuesto por el 95.71% blancos, el 1.13% eran afroamericanos, el 0.62% eran amerindios, el 0.7% eran asiáticos, el 0.1% eran isleños del Pacífico, el 0.39% eran de otras razas y el 1.34% pertenecían a dos o más razas. Del total de la población el 1.15% eran hispanos o latinos de cualquier raza.